# بشارة العذراء (لوحة)
بِشاْرَة العَذْرَاء، لَوحة زَيتية بريشة رَسام عَصر النَهضة اللإيطالي، أنتونيلو دا ميسينا عام 1476. يُصور العَمل مريم وَقَد قُطِعَت أثناء قِراءتها مِن قِبل مَلاك البِشارة. رسمَ أنتونيلو أللوحة بالزَيت على الخَيش، كان هوَ الرسام الذي أدخل هذه التقنية إلى رَسم عَصر النَهضة، بَعدَ أن تَعلمها مِن فَنانوا شِمال أوروبا أمثال بيتروس كريستوس، ومن خِلال التَخلي عَن تِقنية تمبيرا كان أنتونيلو قادرًا على رَسم التَفاصِيل الدَقيقة للعَذراء. أللوحة ضِمن مُقتَنيات قَصر أباتيليس، باليرمو، إيطاليا.

## التحليلات
كما هوَ مُعتاد في البورتريات الفَردية لأنتونيلو، تظهر العَذراء بطول ثَلاثة أرباع. استخدمَ أنتونيلو نَفس العَباءة الزَرقاء المُزينة التي أستَخدَمَها في لوحة «تَصوير البِشارة» المَوجودة في ألت بيناكوثيك، ميونيخ، والتي رَسَمها قبلَ عام من هذه أللوحة (في 1474). تَنظُر مَريم خَارج أللوحة، لكن ليسَ إلى المُشاهد، بل إلى رَئيس المَلائكة جبرائيل نَفس. مِن خِلال هَذا التَصوير، كان أنتونيلو قادرًا على الاستِغناء عن شَخصية رئيس المَلائكة. يجب على المُشاهد، من أجل فَهم التسلسُل البَرمجي للوحة، تَخيل رَئيس المَلائِكة واقِفًا أو راكعًا إلى يَساره.
وبالمَثل، فإن التصوير البَسيط بِالشكل غَير الطَبيعي للعَذراء، والذي لم يكن، كما هوَ مُعتاد في لوَحاته اللاحقة، مُغلفًا ببذخ مِن الديباج، والخَلفية الذَهبية التي استخدمها فَنانون سابِقون، يُصورها أنتونيلو في لحَظة البشارة على أنها امرأة يَهودية بَسيطة فوجئت بالخَبر. بِفضل ثَنياته القليلة الثقيلة، يتنبأ لباسها الصوفي البسيط بِعصر النَهضة العالي، في حين يبدو المَنبر المَوضوع قطريًا وكأنه يخرُج من مُستوى الصورة وينفَتح على المُشاهد. تَعتمد دقِة الصورة المُتناسقة على بييرو ديلا فرانشيسكا، الذي شاهد أنتونيلو أعماله في أوربينو في ستينيات القُرن الخامِس عَشر. يَبدو أن المَنبر ذو الوَضع المائِل يَخترق المُستوى التَصويري وينفَتح على المُشاهد، اللافِت أيضًا هو التلوين المُنضبط للغاية والخَلفية البسيطة. أراد أنتونيلو توجيه تركيز المُشاهد إلى مَشاعر العَذراء.
رَسمَ أنتونيلو أللوحة بالزَيت على الخَيش. كان هوَ الرسام الذي أدخل هذه التِقنية إلى الرَسم الإيطالي، بعد أن تعلمها من الفنانين الهولنديين. ومن خِلال تَغيير تِقنية تمبيرا إلى الزَيت، تمكنَ من إنتاج لوحاته بالطريقة التفصيلية الدَقيقة التي عُرفَ بِها.

## مسار الأحداث

### الخَلفية
قسمَ أنتونيلو مَقطع البِشارة من إنجيل لوقا (1: 26-38) في لَوحَته إلى أقسام مِنَ التَحركات العاطِفية لمريم، يَقول لوقا:
(26) في الشَهر السادِس أرسل الله المَلاك جبرائيل إلى بَلدة في الجَليل تُسمى الناصِرة (27) إلى عَذراء. كانَت مَخطوبة لرَجُل مِن بَيت داود اسمُه يوسُف. كان اسم العَذراء مَريم. (28) فجاءَ إليها المَلاك وقال لها: السَلامُ عليكِ يا مُبارك. (29) صُدِمت من العُنوان وتساءلت عن مَعنى هذهِ التَحية. (30) فقالَ لها المَلاك لا تخافِي يا مَريم. لانك وجدتِ نِعمة الله. (31) سوفَ تَحبل وتلد ولداً وتدعو اسمه يَسوع. (32) سَيكون عَظيماً وابن العلي يُدعى. يُعطيه الرَب كرسي أبيه داود. (33) ويَملك على بَيت يَعقوب إلى الأبد ولا نهاية لمُلكه. (34) فقالت مَريم للمَلاك كيف يَكون هذا وأنا لا أعرفُ رجلاً؟ (35) أجابَها المَلاك: الرَوح القدس يحُل عَليك، وقوة العَلي تُظَللك. لذلكَ يُدعى الطِفل أيضًا قدوسًا وابن الله. (36) وحَملت أليصابات قَريبَتُك أيضًا ابنًا وهي شَيخوخة؛ على الرَغم من اعتقادِها بأنها عقيمة، فَهي الآن في شَهرُها السادِس. (37) لأنه لا شيء مُستحيل على الله. (38) فقالَت مَريم: أنا أمة الرَب. افعلوا بي كما قُلت. بعد ذلِك تَركها المَلاك.

### الكتاب واليد اليمنى
تَتَطابق الآيتان 28 و 29 مع الكِتاب المَفتوح، الذي لم تُترك صَفحاته دونَ قلب. مِن الواضِح أن مَريم مُندَهشة وخائِفة من ظهور رئيس الملائكة أثناء قرائتها للكِتاب المُستلق على المِنصة أمامها. من غَير المَعروف بالضبط ما تشير إليه الأحرف المَرئية في الكتاب. وفقًا للنَاقِد الفني روبرت أغال، يُمكن أن يكون المَقطع "Isa 7:14 EU" المَوجود على الكِتاب مأخوذ مِن العَهد القديم، حَيث يُعلن فيه أن العَذراء ستحمِل وتلد ابن الله. تُشير إيماءة اليد اليُمنى الدفاعية إلى رعبِها، وقد نَظرت بَعيدًا عَن الكِتاب. قام أنتونيلو بِتَقصير مَنظور اليد المُدافِعة بِحيث يظهر العُمق في الصورة بِجانب المَنبر والخلفية.

### اليد اليسرى
كما تَركت اليَد اليُسرى الكِتاب وهي تَمسك الرداء المَفتوح معًا مُباشرة على الَقلب مع تَوجيه الأصابع نَحوه. يشير هذا إلى الآية 30، عنوان الملاك، سؤالهم (الآية 34)، وإجابة جبرائيل عليها (الآيات 35 إلى 37). تُعبر هذه الإيماءة، التي تَتَجه إلى نفسِها، عن حَقيقة أنها فَهمت العِلاقة بين البَيان المَوجود في الكتِاب أمامها وبين شَخصها وكذلك رسالة رَئيس المَلائكة فيما يِتعلق بِمصيرها.

### العينين والفم

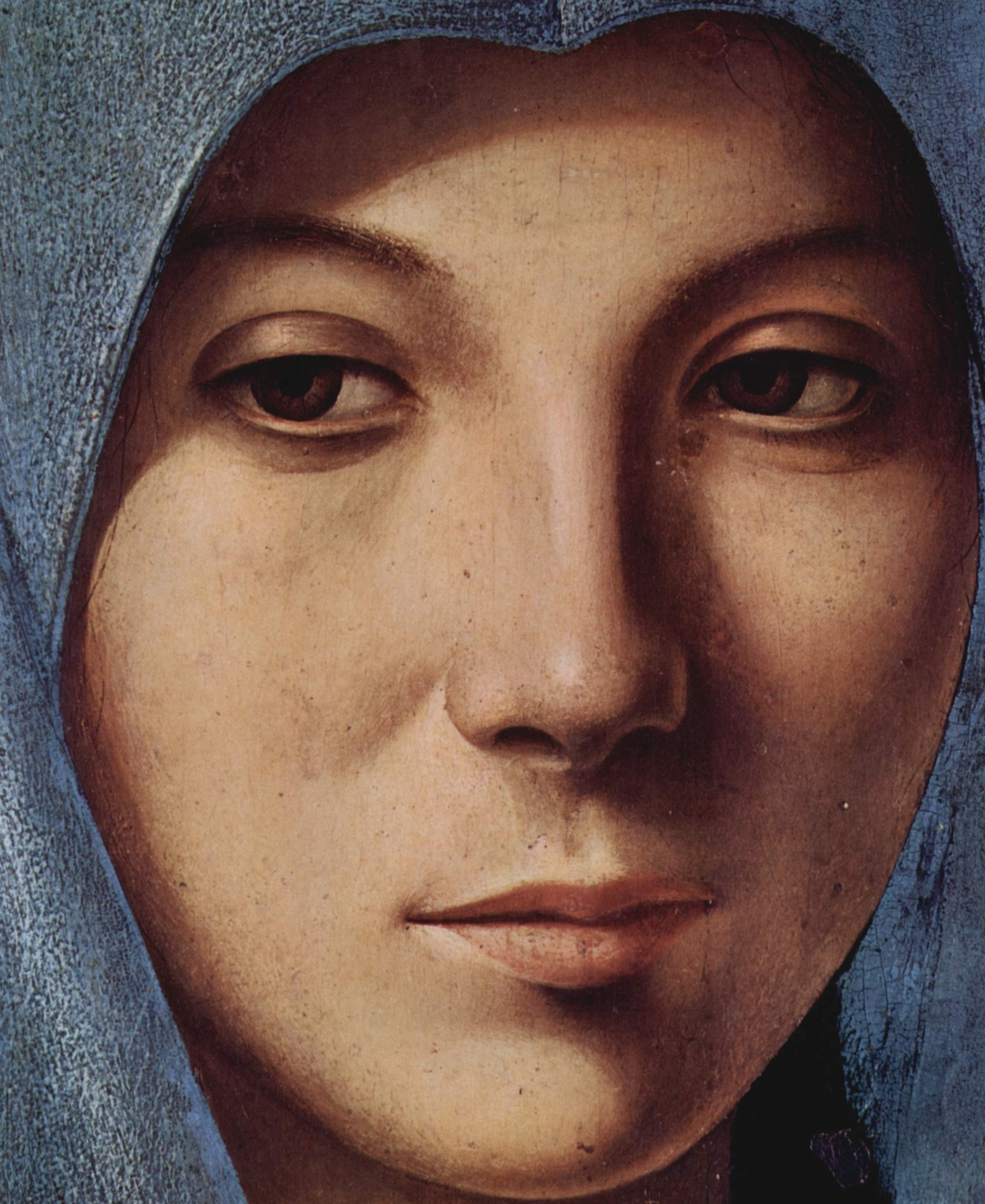
تَفاصيل الوَجه.

والخطوة التالية هي تقدِيم القبول والخُضوع لأقدارهم (الآية 38). العِيون والفم ليس لديَهما رُعب اليد اليُمنى ولا مَوقف الفهم النهائي لليسار، كلاهُما مُستقل. العيون، غير خائفة على الإطلاق، بِهدوء وفَخامة تنظر إلى الأسفل على رئيس الملائكة. لقد احتضنت بالفعل دورها بالكامل كأم المُستقبل ليسوع وهي على دِراية بِمنصبها كملكة السماء. الفم يخَوِن شيئًا مُشابهًا، فالشفاه صَنعت نوع من الابتسامة الخارقة للطبيعة وتوقع الأحداث القادِمة، تغلق القوس وتختتم مَشهد البشارة. من خِلال تَعبير الوجه هذا، كان أنتونيلو قادرًا على الاستغِناء عَن تصوير الحمامة كرمز للروح القدس، والذي كانَ سيكون شائعًا هنا.

### تَقدير الفن
التصوير البَسيط والرائع لمريم، مَع أقصى قدر من المِشاعر التي استطاع أنتونيلو أن يجلبها للوحة الصَغيرة، ساحرة ومُثيرة للإعجاب، ولكن أيضًا المَلامِح المَدروسة بِعناية مَصحوبةٌ بالجَمال المِثالي، جَعَلَ مِنها تُحفَ فَنية مِن تُحَف عَصر النَهضة،

## المَراجع
1. 1 2   https://rkd.nl/explore/images/220235. اطلع عليه بتاريخ 2023-08-17. {{استشهاد ويب}}: |url= بحاجة لعنوان (مساعدة) والوسيط |title= غير موجود أو فارغ (من ويكي بيانات) (مساعدة)
2. 1 2  باللغة الألمانية Max Semrau: Die Kunst der Renaissance in Italien und im Norden. 1912, S. 263–237.
3. 1 2  باللغة الألمانية Herbert Alexander Stützer: Malerei der italienischen Renaissance, S. 47–48.
4. 1 2  باللغة الألمانية Rolf Toman (ed.): Die Kunst der italienischen Renaissance. Architektur, Skulptur, Malerei, Zeichnung. 2007, S. 361.
5. ↑  باللغة الألمانية Peter Humfrey: Das Portrait im Venedig des 15. Jahrhunderts. In: Keith Christiansen, Stefan Weppelmann (ed.): Gesichter der Renaissance. Hirmer u. a., München 2011, ISBN 978-3-88609-706-7, S. 64–76, hier: 48.
6. ↑  باللغة الألمانية Hans Belting: Bild und Kult. Eine Geschichte des Bildes vor dem Zeitalter der Kunst. Unveränderter Nachdruck der 2. Auflage. Beck, München 1991, ISBN 3-406-37768-8, S. 389, 390 (online). نسخة محفوظة 2017-12-03 على موقع واي باك مشين.
7. 1 2  باللغة الإيطالية Robert A. Gahl, Jr.: „Tempo narrativo nell'Annunziata dell'Antonello da Messina“ (Narrative Time in Antonello da Messina's L'Annunziata). 2003.
8. 1 2  باللغة الألمانية Manfred Wundram: Frührenaissance. 1980, S. 220.
9. 1 2  Keith Christiansen in Antonello da Messina: Sicily's Renaissance master / Gioacchino Barbera, with notes by Keith Christiansen and Andrea Bayer. Metropolitan Museum of Art, New York, Yale University Press New Haven London, 2005 for an exhibition ISBN 0-300-11648-9, S. 15 (online) نسخة محفوظة 2018-10-12 على موقع واي باك مشين.
10. 1 2  باللغة الألمانية Christiane Stukenbrock, Barbara Töpper: 1000 Meisterwerke der Malerei von 1300 bis 1850. 2005, S. 35.
11. ↑  باللغة الألمانية Stefano Zuffi: Die Renaissance. Kunst, Architektur, Geschichte, Meisterwerke. 2008, S. 134.
12. ↑  Darstellung der folgenden Abschnitte überwiegend nach Robert A. Gahl, Jr.: „Tempo narrativo nell'Annunziata dell'Antonello da Messina“ (Narrative Time in Antonello da Messina's L'Annunziata). 2003.
13. ↑  Keith Christiansen in Antonello da Messina: Sicily's Renaissance master / Gioacchino Barbera, mit Beiträgen von Keith Christiansen und Andrea Bayer. Metropolitan Museum of Art, New York, Yale University Press New Haven London, 2005 anlässlich der gleichnamigen Ausstellung ISBN 0-300-11648-9, S. 15 (online) نسخة محفوظة 2018-10-12 على موقع واي باك مشين.
14. ↑  Robert E. Wolf, Ronald Millen: Geburt der Neuzeit. 1987, S. 54.
15. ↑  Christiane Stukenbrock, Barbara Töpper: 1000 Meisterwerke der Malerei von 1300 bis 1850. 2005, S. 35.
16. ↑  Bernhard Berenson: Die italienischen Maler der Renaissance. 1966, S. 164.
17. ↑  Rolf Toman (Hrsg.): Die Kunst der italienischen Renaissance. Architektur, Skulptur, Malerei, Zeichnung. 2007, S. 361.